# اس‌تی‌اس-۱
اس‌تی‌اس-۱ نخستین مأموریت فضایی شاتلهای ایالات متحده آمریکا بود، که در ۱۲ آوریل ۱۹۸۱ آغاز شد و در ۱۴ آوریل با بازگشت به زمین پایان یافت. در این مأموریت شاتل فضایی کلمیبا ۳۷ بار در طول مدت ۵۴٫۵ ساعت دور زمین چرخید. این نخستین مأموریت فضایی آمریکا پس از عملیات مشترک آپولو-سایوز سال ۱۹۷۵ بود. اس‌تی‌اس-۱ نخستین پرواز سرنشین‌دار نسل جدید فضاپیماهای آمریکا و در واقع تست گذر از اتمسفر این گونه فضاپیماها بود.

## خدمه
| رده     | فضانورد            | فضانورد            |
| ------- | ------------------ | ------------------ |
| فرمانده | جان یانگ (فضانورد) | جان یانگ (فضانورد) |
| خلبان   | رابرت کریپن        | رابرت کریپن        |

### خدمه پشتیبان
| رده     | فضانورد      | فضانورد      |
| ------- | ------------ | ------------ |
| فرمانده | جو انگل      | جو انگل      |
| خلبان   | ریچراد ترولی | ریچراد ترولی |

## پارامترهای مأموریت
- جرم:
  - هنگام پرتاب مدارگرد: ۲۱۹٬۲۵۶ پوند (۹۹٬۴۵۳ کیلوگرم)
  - هنگام فرود مدارگرد :۱۹۵٬۴۶۶ پوند (۸۸٬۶۶۲ کیلوگرم)
  - ظرفیت ترابری دی‌اف‌آی: ۱۰٬۸۲۲ پوند (۴٬۹۰۹ کیلوگرم)
- حضیض : ۱۴۹ مایل (۲۴۰ کیلومتر)
- اوج : ۱۵۶ مایل (۲۵۱ کیلومتر)
- زاویهٔ شیب مدار:ل : ۴۰٫۳ درجه
- دوره تناوبی : ۸۹٫۴ دقیقه

## نکات برجسته مأموریت
این پرتاب شاتل فضایی در ۱۲ آوریل ۱۹۸۱، دقیقاً بیست سال پس از پا گذاشتن نخستین انسان به فضا، زمانی که مدارگرد کلمبیا، با دو سرنشین خود، فضانورد جان‌وی. یانگ به عنوان فرمانده و روبرت. ال. کریپن، خلبان از سکوی آ، مجموعه پرتاب ۳۹َ، در پایگاه فضایی کندی اتفاق افتاد. این پرتاب به علت مشکل زمانبندی در یکی از رایانه‌های شاتل کلمبیا ۲ روز به تأخیر افتاده بود.
نه تنها این نخستین پرتاب شاتل فضایی بود، بلکه برای نخستین بار بود که راکت‌های سوخت جامد برای ارسال فضانورد به فضا در ایالات متحده استفاده می‌شدند. (توجه داشته باشید که تمامی فضانوردان ماموریت‌های آپولو و مرکوری با نیروی محرک موتور سوخت جامد سکوی پرتاب به فضا فرستاده شدند) این نخستین پرواز سرنشین دار آمریکا بود که با وسیله‌ای فضانوردان را به فضا ارسال می‌کرد که بدون سرنشین آزمایش شده بود. مدارگرد اس‌تی‌اس-۱، کلمبیا، همچنین دارای بالاترین رکورد زمان صرف شده برای آماده‌سازی برای پرواز است، ۶۱۰ روز، علت آن هم تعداد زیاد کاشی‌های عایق حرارت مورد استفاده و جایگذاری آن‌ها بود.
اهداف اصلی این پرواز آزمایش امکانات اصلی شاتل بود که شامل آزمایش سیستم شاتل، صعود و نشستن امن بود. ظرفیت ترابری تنها شامل ابزار توسعهٔ پرواز (دی‌اف‌آی) می‌شد، که از تعدادی سنسور و ابزار سنجش تشکیل شده بود که کارایی و فشار وارد بر مدارگرد هنگام پرتاب، اوج‌گیری، پرواز در مدار، بازگشت و فرود را ثبت می‌کرد. همهٔ اهداف این مأموریت با موفقیت به سرانجام رسید و این امر به اثبات رسید، که شاتل‌ها وسایل مطمئنی برای پرواز به فضا هستند.
شاتل در اس‌تی‌اس به ارتفاع مداری ۱۶۶ مایل دریایی (۳۰۷ کیلومتر) رسید. ۳۷ چرخش به دور زمین، ۱٬۰۷۴٬۵۶۷ مایل (۱٬۷۲۹٬۳۴۸ کیلومتر) مسافت پیموده شده، در زمانی به طول ۲ روز، ۶ ساعت، ۲۰ دقیقه و ۵۳ ثانیه انجام شد. فزود فضاپیما در باند ۲۳ پایگاه هوایی ادواردز، کالیفرنیا در ۱۴ آوریل ۱۹۸۱ ساعت ۱۰:۲۱ به وقت محلی انجام گرفت. کلمبیا توسط هواپیمای مخصوص حمل شاتل در ۲۸ آوریل به پایگاه فضایی کندی بازگردانده شد.

## ناهنجاریهای مأموریت
اس‌تی‌اس-۱ نخستین آزمایش چیزی بود، که در آن زمان یکی از پیچیده‌ترین فضاپیماهای ساخته شده بود. مشکلات زیادی وجود داشت -- ناسا از این مشکلات به عنوان ناهنجاری یاد می‌کند—علت آن نبود امکان آزمایش بعضی ابزارها بر روی سطح زمین بود. ناهنجاری‌های جلب توجه و مهم را در اینجا می‌بینیم:
- کاشی در سمت راست درب مخزن بیرونی (ای‌تی) در قسمت زیرین قرار داشت، به درستی نصب نشده بود، همین در هنگام بازگشت به زمین باعث ذوب شدن قسمتی از دستگیره درب مخزت بیرونی شد.[۴]
- بازرسی‌های فضانوردها در مدار نشان داد، که محافظ گرمایی سیستم مانور مدارگرد بسیار آسیب دیده بود. جان یانگ همچنین گزارش داد که دو کاشی که در دماغه کار گذاشته شده بود ترک‌های بزرگی برداشته بودند.[۵] بازرسی پس از بازگشت کلمبیا نشان داد که که فشارهای بیش از حد موشک‌های سوخت جامد بر بدنهٔ شاتل هنگام پرتاب، باعث از دست دادن ۱۶ کاشی و آسیب دیدگی ۱۴۸ دیگر شد.[۶]
- این فشار بیش از حد باعث جابه‌جا شدن باله زیر موتورهای اصلی در پایین شاتل شد که همین ممکن بود، خرابی سیستم هیدرولیک و عدم توانایی بازگشت دوباره را در پی داشته باشد. خدمه‌های این پرواز تا مدتی بعد از فرود از این موضوع بی‌اطلاع بودند. جان یانگ می‌گوید اگر ما این موضوع را می‌دانستیم شاتل کلمبیا را به ارتفاع مطمئن می‌رساندیم و سپس از آن بیرون پریده و آن را در همان مأموریت اول منفجر می‌کردیم.[۷]
- باب کریپن می‌گوید از هنگام پرتاب تا جدا شدن موشک‌های سوخت جامد، مواد سفید رنگی از مخزن خارجی جدا شده و بر روی پنجره‌های شاتل می‌پاشید، که احتمالاً رنگی بود که بر روی بدنهٔ محفزهٔ سوخت خارجی قرار داشت.[۵]
- توالت در جدا کردن ادرار و مدفوع دچار مشکل شده بود.[۸]
- آیرودینامیک‌های کلمبیا در ماخ بالا، با اعداد از پیش اندازه‌گیری شده قیل از پرواز متفاوت بود.   اشتباه در اندازه‌گیری محل مرکز فشار (به خاطر محاسبه با معادلهٔ گازهای ایده‌آل به جای معادله گازهای واقعی) باعث شد، که باله‌های بدنه به جای ۸ تا ۹ درجه حدود ۱۶ درجه توسط رایانه کنترل جابه‌جا شوند و سرخردن به کنار دو برابر حد معمول باشند.[۹]
- در طی جمع‌آوری اطلاعات سال ۲۰۰۳، جان یانگ اظهار داشت که فاصلهٔ میان کاشی‌ها باعث شده است که گازهای داغ وارد شاتل شده و ارابه‌های اصلی نشستن سمت راست را تخریب کرده و باعث ایجاد قوس در ارابه فرود شدند.[۱۰] در گزارش موجود که بعد از پرواز وجود دارد، تنها ذکر شده است که درها دچار قوس شده‌اند و نه ارابه‌های فرود.[۱۱]

علی رقم مشکلات فروان، اس‌تی‌اس-۱ یک مأموریت موفقیت‌آمیز بود و اطمینان به کلمبیا برای پروازهای بعدی بیشتر شد. بعد از تعدادی تغییر در شاتل و بر روی عملیات پرتاب و بازگشت به زمین، کلمبیا آمادهٔ پرواز برای ۴ مأموریت دیگر شد.

## نشان مأموریت
نشان مأموریت، توسط روبرت مک‌کال ایجاد شد. در آن یک نماد از شاتل قرار گرفته بود. البته در این نماد گوشه‌های مشکی رنگ بال‌های شاتل وجود نداشت.

## سالگرد

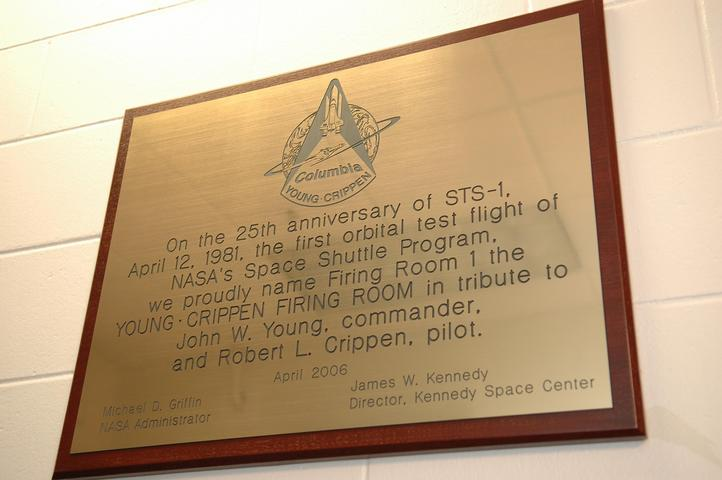
لوح یادبود یانگ-کریپن در مرکز فضایی کندی

تاریخ پرتاب اس‌تی‌اس-۱ دقیقاً با پرتاب وستوک ۱، نخستین فضاپیمای با سرنشین مقارن بود. شب یوری شبی است، که در آن قرارگیری نخستین انسان در فضا به یاد یوری گاگارین و پرتاب نخستین شاتل فضایی جشن گرفته می‌شود.
برای ادای احترام در ۲۵مین سالگرد نخستین پرواز شاتل فضایی، اتاق مدیریت پرتاب ۱ در محل کنترل ماموریت‌های فضایی در پایگاه کندی به اتاق پرتاب یانگ-کریپن تغییر نام پیدا کرد. یه یاد فضانوردانی که این مأموریت تاریخی را انجام دادند.
ناسا از این مأموریت به عنوان شجاع‌ترین پرواز تاریخ یاد می‌کند.

## مخزن خارجی
اس‌تی‌اس-۱ یکی از دو پروازی بود که در آن مخرن خارجی به رنگ سفید بود. در تلاش‌هایی که برای کاهش وزن شاتل انجام شد، در تمامی مأموریت از اس‌تی‌اس-۳ به بعد مخزن خارجی رنگ نشد. رنگ نزدن مخزن خارجی باعث صرفه‌جویی در وزن در حدود ۲۷۲ کیلوگرم (۶۰۰ پوند) شد، و همچین به این مخزن رنگ نارنجی منحصربه‌فردی داد که به شاتل فضایی مربوط شد.

## استفاده‌های فرهنگی-هنری
آهنگ «شمارش معکوس» از راش، در آلبوم ۱۹۸۲ سیگنال‌ها، دربارهٔ مأموریت اس‌تی‌اس-۱ و معرفی کلمبیا می‌باشد. این ترانه به فضانوردان یانگ و کریپن و تمامی افرادی که در ناسا بودند برای همکاری و زحماتشان تقدیم شد.

### درود بر کلمبیا!
دوربینهای ایمکس فیلمبرداری پرتاب، فرود، و مرکز کنترل مأموریت در طول پرواز را فیلمبرداری کردند. این فیلم ۱۹۸۲ برای نخستین بار به بازار عرضه شد. بعدها دی‌وی‌دی آن نیز در برای فروش به بازار آمد.

## زنگ بیدارباش
ناسا شروع سنت نواختن موسیقی برای فضانوردان را طی برنامه جمینی و نخستین بار برای خدمهٔ آپولو ۱۵ آغاز کرد.
این آهنگ‌ها توسط اعضای خانواده یا خود فضانورد انتخاب شده و برای او در شروع روز پخش می‌شود.
| روز پرواز | ترانه          | هنرمند / آهنگساز               |
| --------- | -------------- | ------------------------------ |
| روز ۲     | شلیک کلمبیا    | روی مک‌کال                      |
| روز ۳     | شیپور بیدارباش | هوستون دی جی هادسون و هارریگان |

## نگارخانه

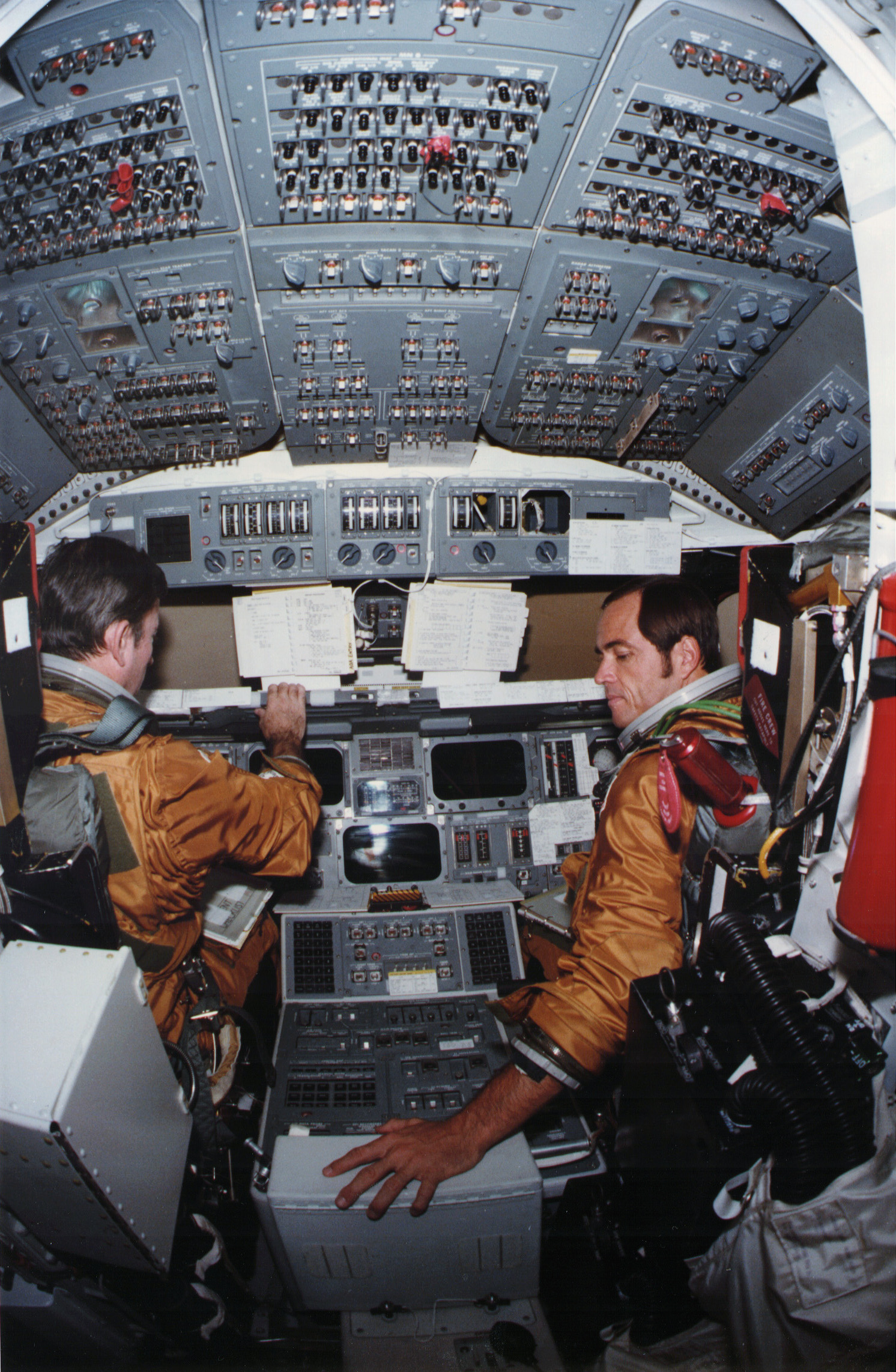
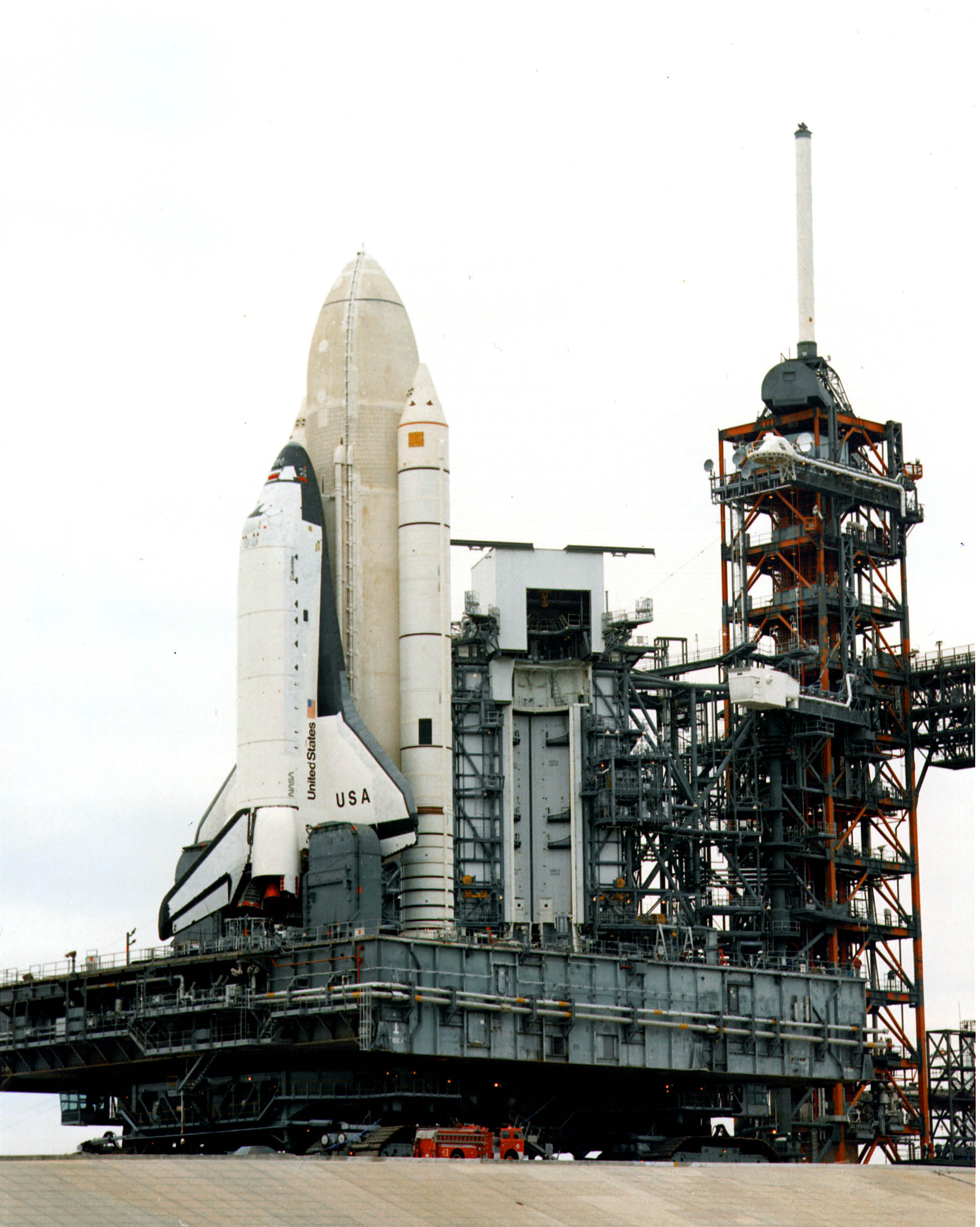
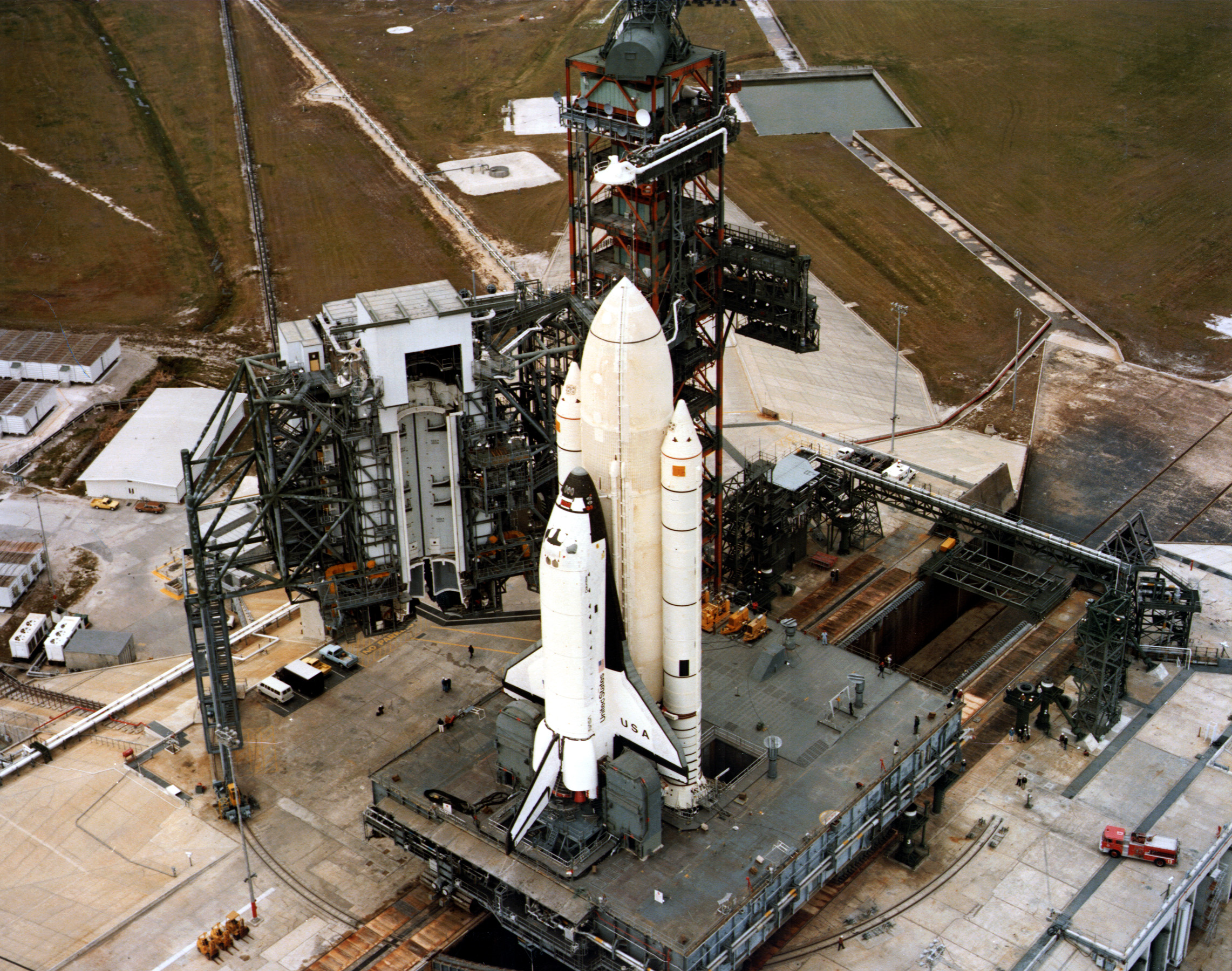
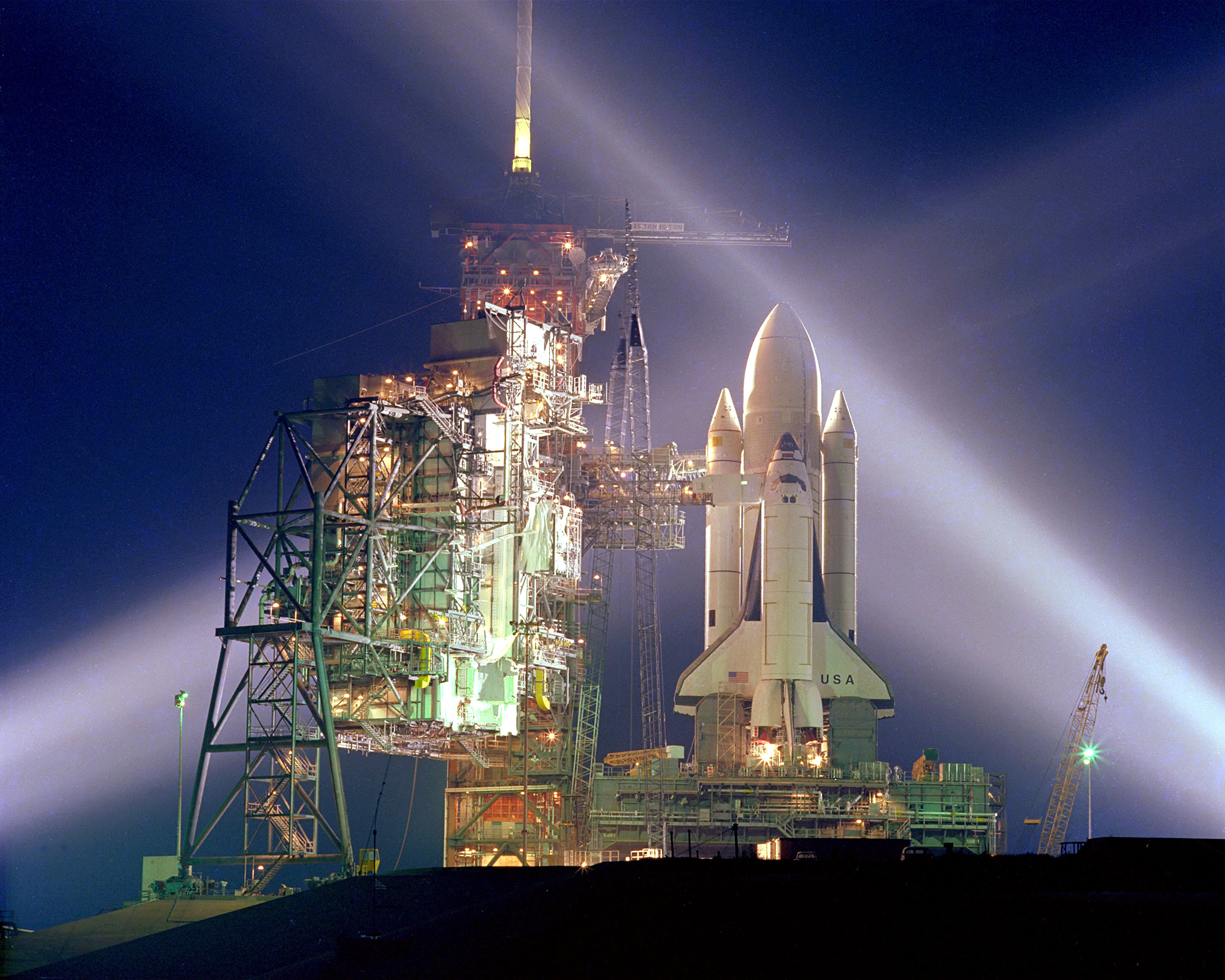
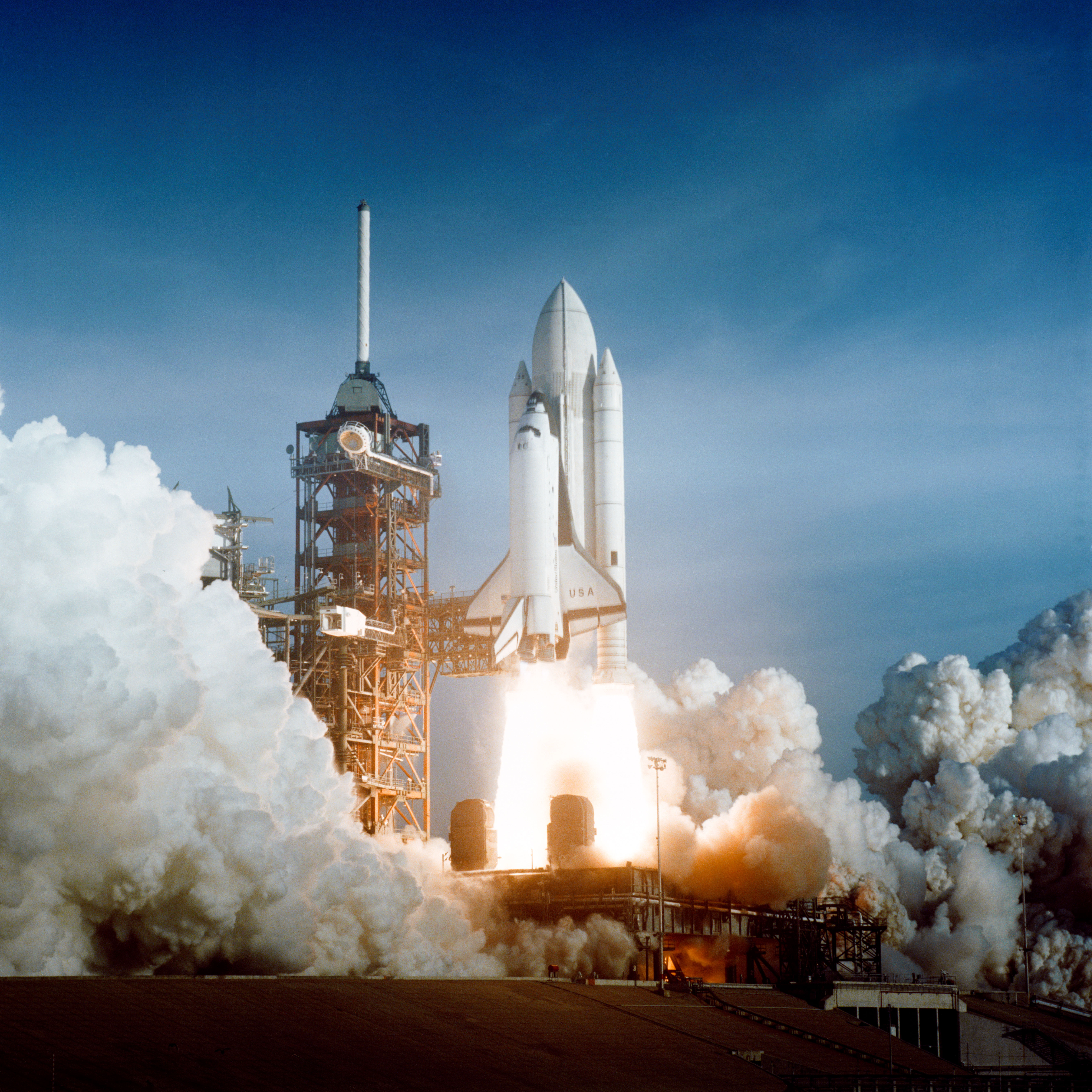
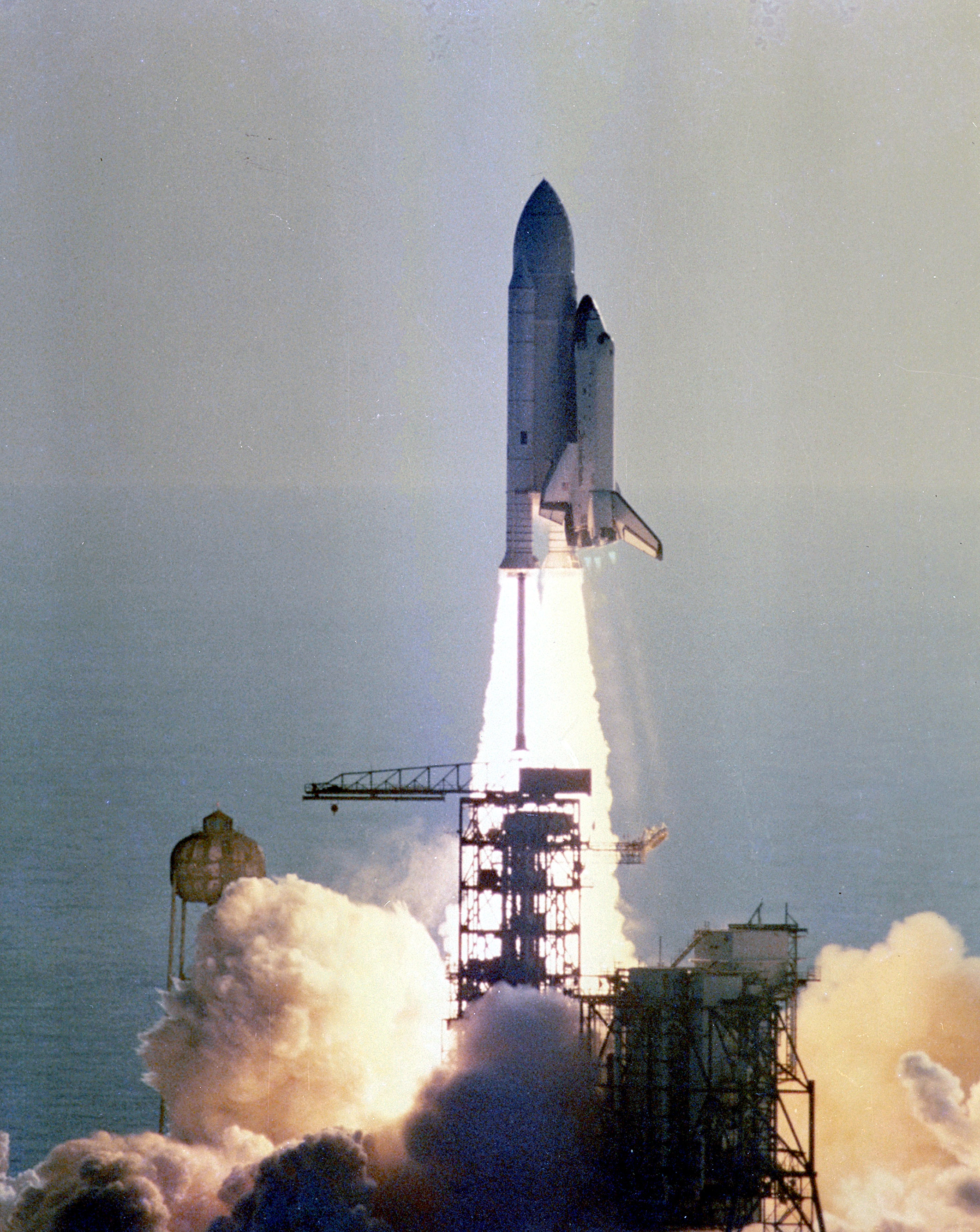
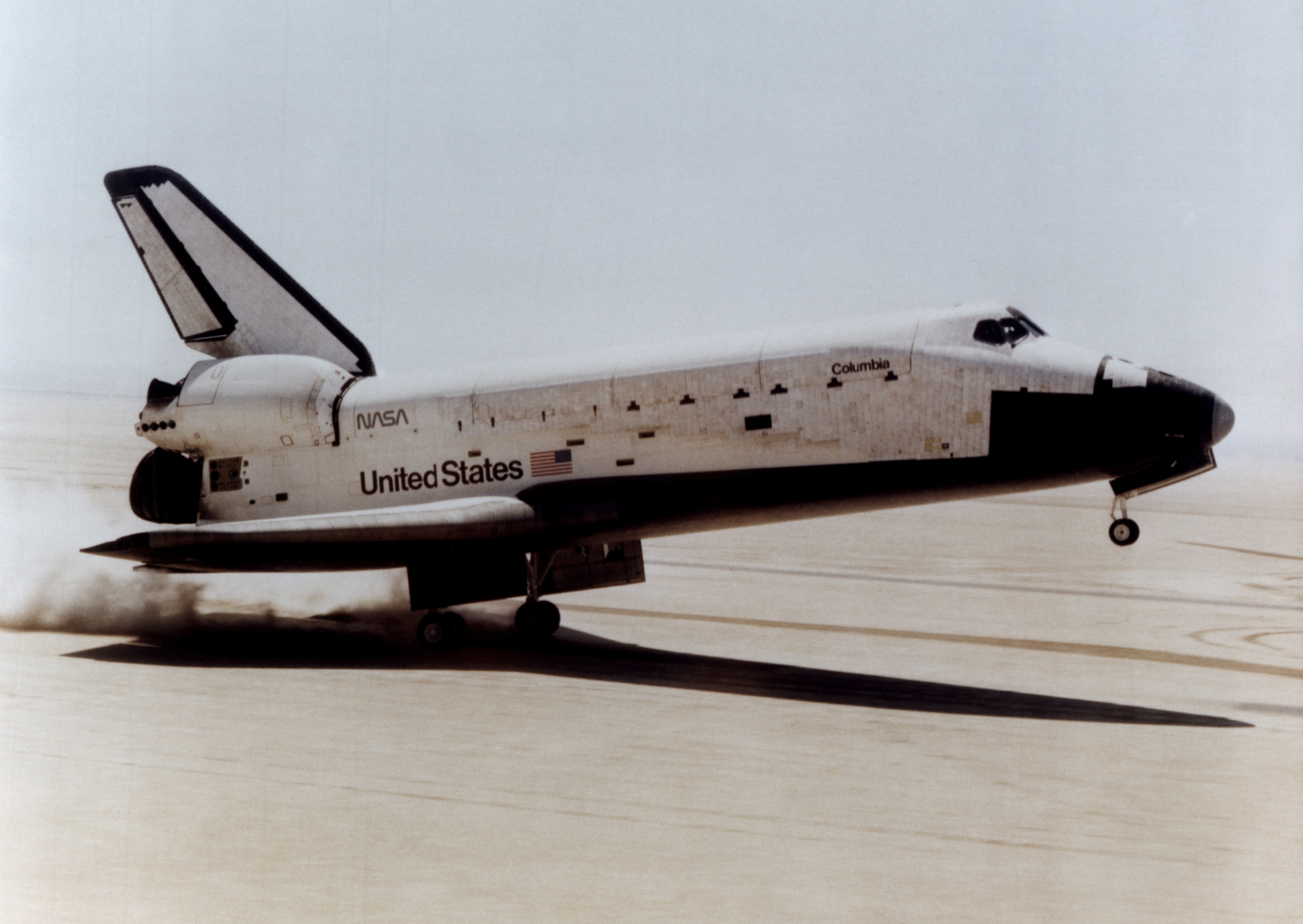
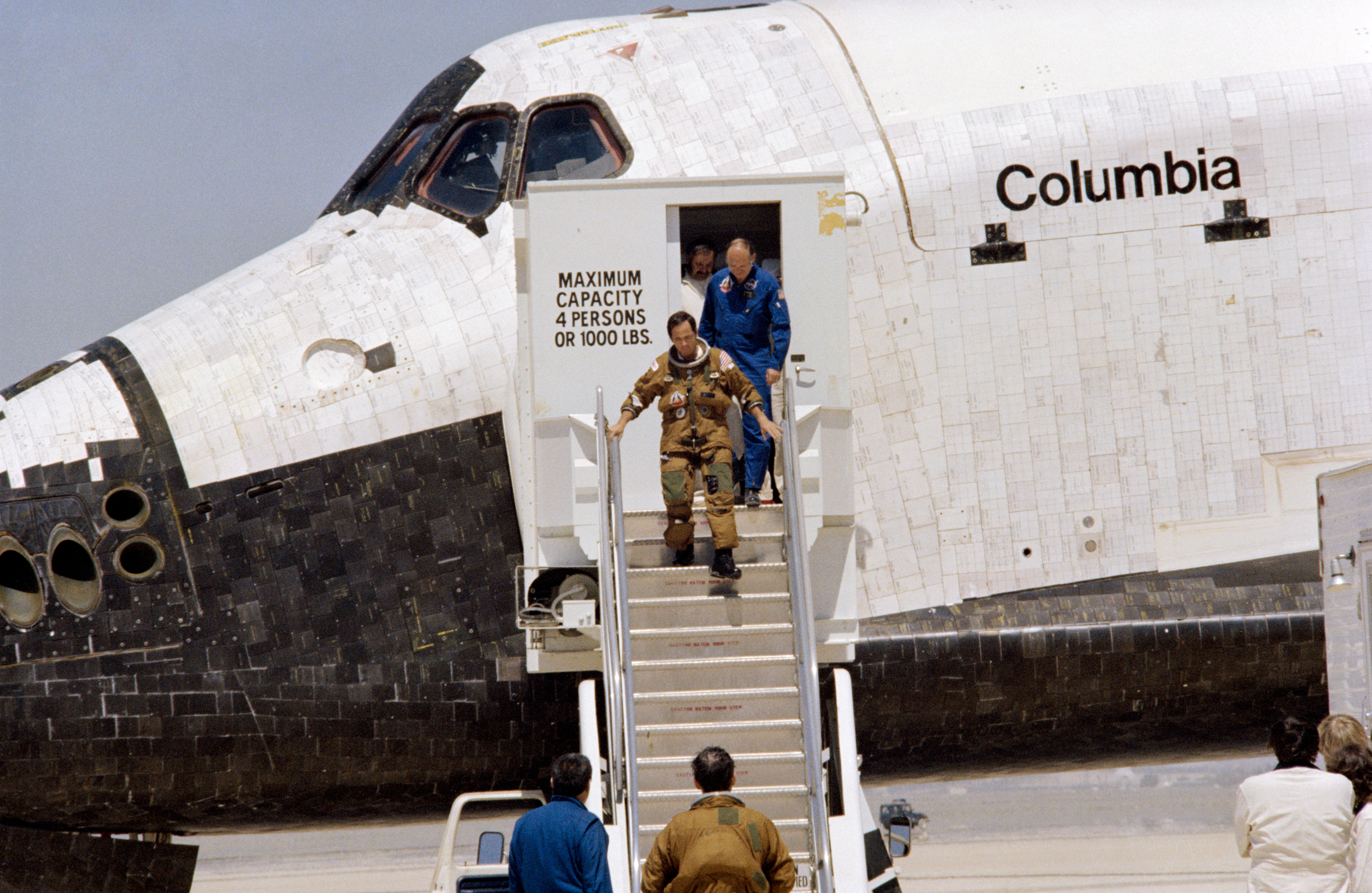